# 이와오 엠마 하루카
이와오 엠마 하루카(일본어: 岩尾エマはるか, 1984년 4월 21일 ~ )는 구글 컴퓨터 과학자이자 클라우드 개발자이다. 이와오 엠마 하루카는 2019년에 세계에서 가장 정확한 원주율(π) 값을 계산했다. 이는 31조 4000억 자리로 이전 기록(22조 자리)를 훨씬 능가한다.

## 유년기 및 교육
어렸을 때부터 이와오는 원주율에 관심을 가졌다. 가나다 야스마사를 비롯한 일본 수학자들로부터 영감을 받았다. 쓰쿠바 대학에서 컴퓨터 과학을 전공했고, 다카하시 다이스케 (Daisuke Takahashi) 교수에게 지도를 받았다. 이와오는 컴퓨팅 분야의 대학원 공부를 시작하기 전인 2008년에 Dean's Excellence Award를 수상했다. 석사 학위 논문은 고성능 컴퓨터 시스템이다. 졸업 후, Iwao는 파나소닉, GREE 및 레드햇의 사이트 안정성을 위해 여러 소프트웨어 엔지니어링 직책을 맡았다.

## 커리어
이와오는 2015년에 구글에 Cloud Developer Advocate로 입사했다. 원래는 도쿄에서 일했고, 2019년 시애틀 로 이사했다. 이와오는 애플리케이션 개발자를 지원할뿐 아니라 Google Cloud Platform (GCP) 사용에 대한 교육을 제공한다. 이와오는 모든 사람들이 클라우드 컴퓨팅에 액세스 할 수 있도록 하기 위해 노력하고 온라인 데모 및 교재를 만들고 있다.
2019년 3월 Iwao는 170 테라바이트 (TB)의 데이터를 사용하여 31.4조 자릿수의 원주율 값을 계산했다. 계산은 121일 동안 25대 이상의 컴퓨터를 사용하는 y-cruncher라는 다중 스레드 프로그램을 사용했다.